# Presó de Basauri
El Centre Penitenciari de Basauri, actualment i oficialment Centre Penitenciari de Bizkaia és un centre penitenciari ubicat a Basauri, Biscaia, dependent del Departament de Justícia del Govern Basc. Va ser edificada el 1964 i originalment tenia una capacitat per a 115 reclusos. Avui dia, alberga un total de 385 presos, segons fonts oficials.
L'1 d'octubre de 2021, la titularitat de les instal·lacions, com el personal que treballa en ell, va ser traspassat des d'Institucions Penitenciàries del Govern espanyol al Departament de Justícia del Govern basc.

## Presó de trànsit
La presó de Basauri és un centre penitenciari de trànsit en el qual els presos, solament homes, passen el temps de reclusió fins que surten els seus judicis, fet que pot trigar fins a dos anys.
La presó de Basauri, des de l'1 d'octubre de 2021, ha passat de ser un centre preventiu a ser un penal, per la qual cosa es poden complir condemnes. També ha canviat el seu nom pel de Centre Penitenciari de Bizkaia.